# كأس العالم للسيدات 2023 المجموعة السابعة
أقيمت مباريات المجموعة السابعة من نهائيات كأس العالم 2023 ما بين 23 يوليو إلى 2 أغسطس 2023. ضمت المجموعة كلًّا من السويد وجنوب إفريقيا وإيطاليا والأرجنتين، وتأهل متصدرا الترتيب السويد وجنوب إفريقيا إلى دور الـ16.

## المنتخبات
| ت | المنتخب      | وعاء | اتحاد      | طريقة التأهل                             | تاريخ التأهل  | المشاركة | آخر ظهور | أفضل نتيجة                       | تصنيفات الفيفا | تصنيفات الفيفا |
| ت | المنتخب      | وعاء | اتحاد      | طريقة التأهل                             | تاريخ التأهل  | المشاركة | آخر ظهور | أفضل نتيجة                       | أكتوبر 2022    | يونيو 2023     |
| - | ------------ | ---- | ---------- | ---------------------------------------- | ------------- | -------- | -------- | -------------------------------- | -------------- | -------------- |
| 1 | السويد       | 1    | اليويفا    | الفائز في تصفيات أوروبا المجموعة الأولى  | 12 أبريل 2022 | 9        | 2019     | الوصيف (2003)                    | 2              | 3              |
| 2 | جنوب إفريقيا | 4    | كاف        | بطل كأس الأمم الأفريقية للسيدات 2022     | 14 يوليو 2022 | 2        | 2019     | دور المجموعات (2019)             | 54             | 54             |
| 3 | إيطاليا      | 2    | اليويفا    | الفائز في تصفيات أوروبا المجموعة السابعة | 6 سبتمبر 2022 | 4        | 2019     | ربع النهائي (1991، 2019)         | 14             | 16             |
| 4 | الأرجنتين    | 3    | الكونميبول | المركز الثالث في كوبا أمريكا 2022        | 29 يوليو 2022 | 4        | 2019     | دور المجموعات (2003، 2007، 2019) | 29             | 28             |

## الترتيب
| م | الفريق       | لعب | ف | ت | خ | أ.له | أ.ع | أ.ف | نقاط | التأهل                      |
| - | ------------ | --- | - | - | - | ---- | --- | --- | ---- | --------------------------- |
| 1 | السويد       | 3   | 3 | 0 | 0 | 9    | 1   | +8  | 9    | تأهل إلى مرحلة خروج المغلوب |
| 2 | جنوب إفريقيا | 3   | 1 | 1 | 1 | 6    | 6   | 0   | 4    | تأهل إلى مرحلة خروج المغلوب |
| 3 | إيطاليا      | 3   | 1 | 0 | 2 | 3    | 8   | −5  | 3    |                             |
| 4 | الأرجنتين    | 3   | 0 | 1 | 2 | 2    | 5   | −3  | 1    |                             |

في دور الـ16 :
- يواجه الفائز في المجموعة السابعة، السويد، وصيف المجموعة الخامسة، الولايات المتحدة .
- وصيف المجموعة السابعة، جنوب إفريقيا، يواجه الفائز في المجموعة الخامسة، هولندا.

## المباريات
جميع الأوقات المذكورة حسب التوقيت المحلي (UTC + 12).

### السويد ضد جنوب إفريقيا
| السويد                     | 2–1   | جنوب إفريقيا |
| -------------------------- | ----- | ------------ |
| - رولفو 65' - إليستيدت 90' | تقرير | ماجيا 48'    |

| السويد | جنوب إفريقيا |

### إيطاليا ضد الأرجنتين
| إيطاليا    | 1–0   | الأرجنتين |
| ---------- | ----- | --------- |
| غيريلي 87' | تقرير |           |

| إيطاليا | الأرجنتين |

### الأرجنتين ضد جنوب إفريقيا
| الأرجنتين                | 2–2   | جنوب إفريقيا                |
| ------------------------ | ----- | --------------------------- |
| - براون 74' - نونيزي 79' | تقرير | - موتهالو 30' - كغاتلان 66' |

| الأرجنتين | جنوب إفريقيا |

### السويد ضد إيطاليا
| السويد                                                                | 5–0   | إيطاليا |
| --------------------------------------------------------------------- | ----- | ------- |
| - إليستيدت 39'، 50' - رولفو 44' - بلاكستينيوس 45+1' - بلومكفيست 90+5' | تقرير |         |

| السويد | إيطاليا |

### الأرجنتين ضد السويد
| الأرجنتين | 0–2   | السويد                              |
| --------- | ----- | ----------------------------------- |
|           | تقرير | - بلومكفيست 66' - روبنسون 90' (ر.ج) |

| الأرجنتين | السويد |

### جنوب إفريقيا ضد إيطاليا
| جنوب إفريقيا                                   | 3–2   | إيطاليا               |
| ---------------------------------------------- | ----- | --------------------- |
| - أورسي 32' (هـ.ع) - ماجيا 67' - كغاتلان 90+2' | تقرير | كاروسو 11' (ر.ج)، 74' |

| جنوب إفريقيا | إيطاليا |

## نظام اللعب النظيف
يستخدم نقاط اللعب النظيف ككسر فاصل إذا تعادلت الأرقام الإجمالية والسجلات المباشرة للفرق، يتم احتسابها بناءً على البطاقات الصفراء والحمراء المستلمة في جميع مباريات المجموعة على النحو التالي:
- أول بطاقة صفراء: ناقص 1 نقطة.
- البطاقة الحمراء غير المباشرة (البطاقة الصفراء الثانية): ناقص 3 نقاط.
- البطاقة الحمراء المباشرة: ناقص 4 نقاط.
- البطاقة الصفراء والبطاقة الحمراء المباشرة: ناقص 5 نقاط.

| المنتخب      | المباراة 1 | المباراة 1                    | المباراة 1 | المباراة 1             | المباراة 2 | المباراة 2                    | المباراة 2 | المباراة 2             | المباراة 3 | المباراة 3                    | المباراة 3 | المباراة 3             | النقاط |
| المنتخب      | أنذر       | Yellow card · Yellow-red card | Red card   | Yellow card · Red card | أنذر       | Yellow card · Yellow-red card | Red card   | Yellow card · Red card | أنذر       | Yellow card · Yellow-red card | Red card   | Yellow card · Red card | النقاط |
| ------------ | ---------- | ----------------------------- | ---------- | ---------------------- | ---------- | ----------------------------- | ---------- | ---------------------- | ---------- | ----------------------------- | ---------- | ---------------------- | ------ |
| إيطاليا      | 2          |                               |            |                        |            |                               |            |                        |            |                               |            |                        | −2     |
| السويد       |            |                               |            |                        |            |                               |            |                        | 2          |                               |            |                        | −2     |
| جنوب إفريقيا | 2          |                               |            |                        | 2          |                               |            |                        |            |                               |            |                        | −4     |
| الأرجنتين    | 4          |                               |            |                        | 1          |                               |            |                        | 1          |                               |            |                        | −6     |